# Biblioteca Elmer Holmes Bobst
La Biblioteca Elmer Holmes Bobst, a menudo denominada simplemente Biblioteca Bobst o Bobst, es la biblioteca principal de la Universidad de Nueva York en Manhattan, Nueva York. La biblioteca está ubicada en 70 Washington Square South entre LaGuardia Place y la plaza peatonal Schwartz, frente a la esquina sureste de Washington Square Park y al lado de Gould Plaza.
Inaugurada el 12 de septiembre de 1973, la Biblioteca Bobst lleva el nombre de su benefactor, Elmer Holmes Bobst, quien donó 11,5 millones de dólares hacia su finalización. Bobst, un filántropo que hizo su dinero en la industria farmacéutica, y un confidente del presidente de los Estados Unidos, Richard Nixon, fue fideicomisario durante mucho tiempo en la Universidad de Nueva York.

## Descripción
La biblioteca, construida en 1972, es la biblioteca más grande de la universidad y una de las bibliotecas académicas más grandes de Estados Unidos. Diseñada por Philip Johnson y Richard Foster, la biblioteca de 12 pisos, 39 500 m² es el edificio insignia de un sistema de once bibliotecas y 5,9 millones de volúmenes.
 
Antes de su construcción, la biblioteca fue objeto de protestas comunitarias encabezadas por las activistas de Greenwich Village Jane Jacobs, Ruth Wittenberg y Verna Small. Los que se oponían al proyecto de la biblioteca afirmaron que era demasiado grande para su sitio de construcción, y que el edificio alto proyectaría una gran sombra sobre el vecino Washington Square Park, obstruyendo la luz solar de los espacios públicos.
La biblioteca alberga más de 3,3 millones de volúmenes, 20 000 revistas y más de 3,5 millones de microformas; y proporciona acceso a miles de recursos electrónicos en forma de bases de datos con licencia, revistas electrónicas y otros formatos, tanto en el sitio como para la comunidad universitaria de todo el mundo a través de Internet. La biblioteca es visitada por más de 6500 usuarios por día y circula casi un millón de libros al año.
Los obsequios de Mamdouha S. Bobst y Kevin Brine hicieron posible una renovación significativa del entresuelo, el primer piso y dos niveles inferiores de la biblioteca Bobst, que se completó en 2005. La biblioteca proporcionó terminales de computadora de texto para la búsqueda de catálogos en la biblioteca hasta que las terminales fueron reemplazadas por computadoras con acceso a Internet en 2008.
La biblioteca alberga varios departamentos distintos de colecciones especiales, que incluyen la Biblioteca Fales, la Biblioteca Tamiment y los Archivos Robert F. Wagner, y los Archivos Universitarios de NYU. En el lado norte, en pisos uniformes, hay grandes salas de estudio de doble altura con ventanas del piso al techo con vista al parque Washington Square.

## Eventos notables

### Suicidios
A finales de 2003, la biblioteca fue escenario de dos suicidios. En incidentes separados, los estudiantes saltaron desde los cruces peatonales al aire libre dentro de la biblioteca y cayeron al piso de mármol con patrones de estereogramas debajo.
Después del segundo suicidio, la universidad instaló barricadas de plexiglás en cada nivel y a lo largo de las escaleras para evitar más saltos. En 2009, un tercer estudiante saltó a su muerte desde el décimo piso, aparentemente escalando la barricada de plexiglás.
Desde entonces, la biblioteca ha agregado barreras metálicas del piso al techo para evitar futuros intentos de suicidio. La barrera está hecha de pantallas de aluminio perforadas al azar que evocan los ceros y unos de una cascada digital.

### Bobst Boy
También en 2003, la biblioteca apareció en las noticias cuando un estudiante sin hogar tomó su residencia permanente en la biblioteca porque no podía pagar una vivienda para estudiantes. Este estudiante recibió el apodo de Bobst Boy y fue descrito por Washington Square News, el periódico estudiantil diario de la universidad. La reacción entre el cuerpo estudiantil fue mixta. Algunos estudiantes citaron su caso como un ejemplo de la incapacidad de la universidad para satisfacer plenamente las necesidades financieras de sus estudiantes.

## Controversia
En 2016, varias organizaciones estudiantiles enviaron una lista de demandas a la Junta Directiva de la NYU. Una de estas demandas requería un cambio de nombre debido a la supuesta historia de antisemitismo de Elmer Holmes Bobst.

## Galería

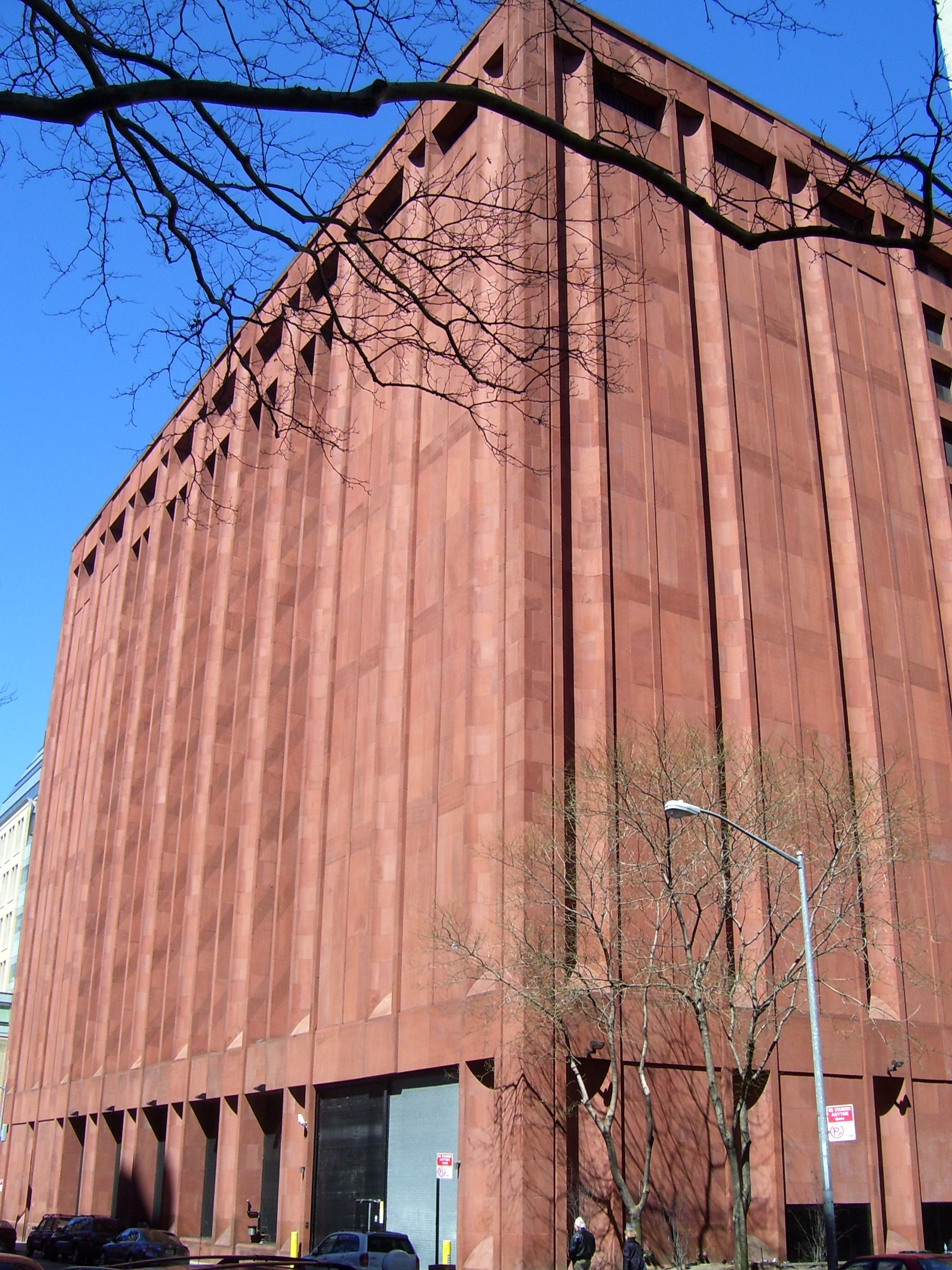
Fachada sur
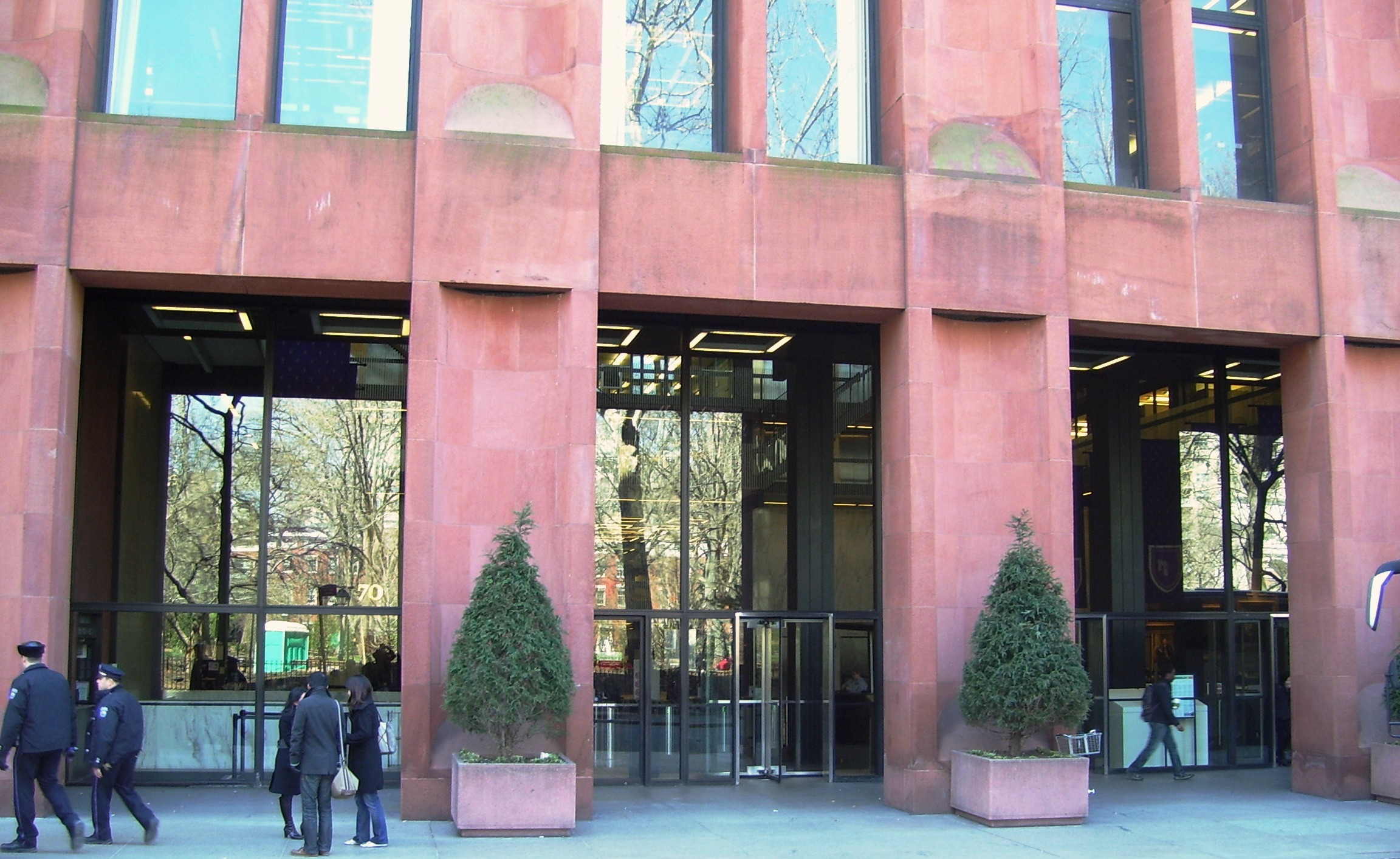
Entrada en Washington Square South
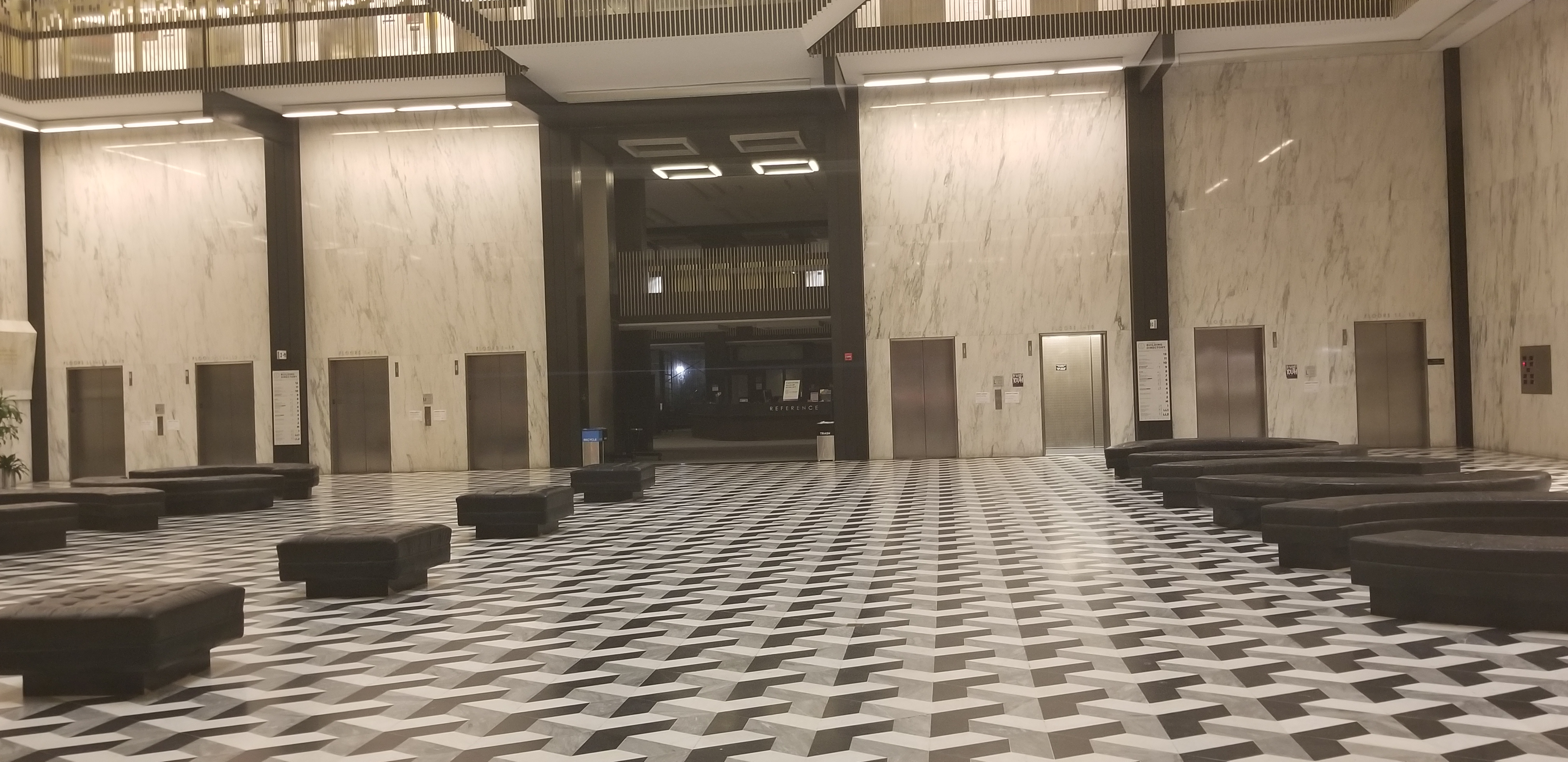
Vestíbulo
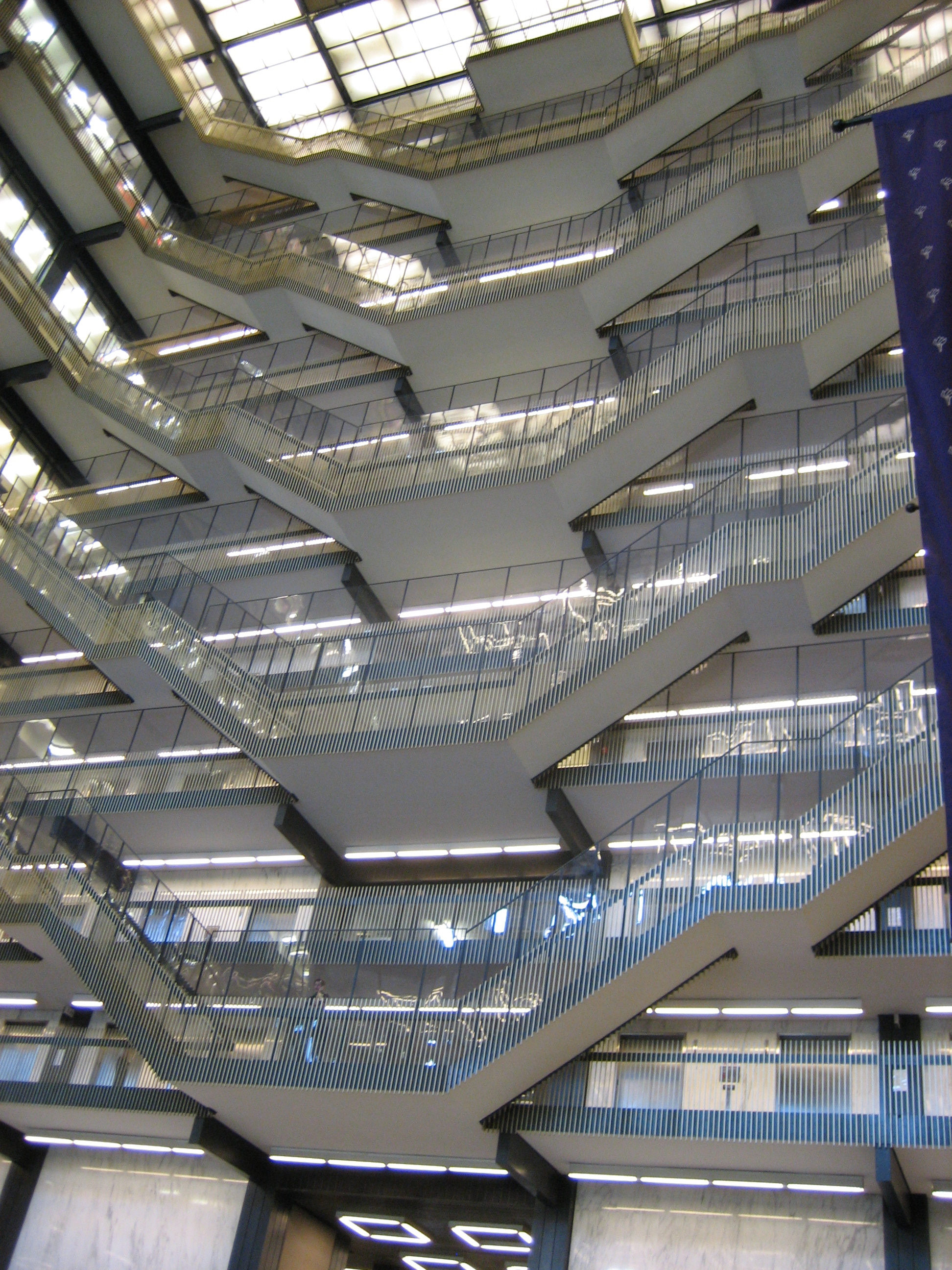
Escaleras
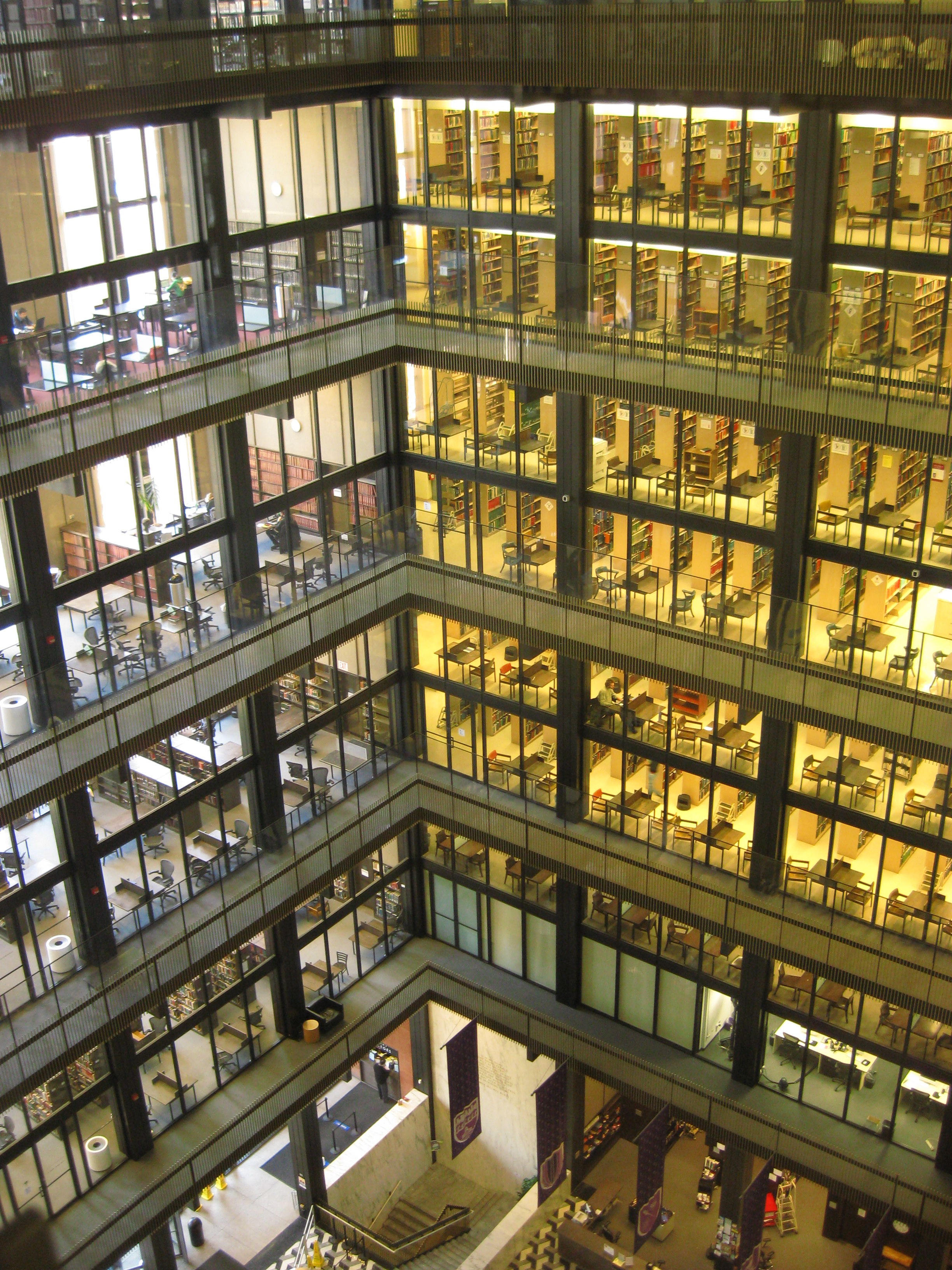
Interior